# Cappella dei "Girasoli"
La cappella dei "Girasoli" è un luogo di culto cattolico situato nella località di Gentì nel comune di Sassello, in provincia di Savona.

## Storia e descrizione
La cappella è dedicata a Nostra Signora della Guardia ed ha dimensioni piuttosto ridotte: m. 3 x m. 2,5..
Sono ignote le cause che ne portarono alla costruzione, certamente iniziativa di privati. La data di edificazione (1854) è riportata sopra la porta di ingresso.
Priva di finestre, ha la facciata rivolta ad ovest e il tetto coperto in "scandole" di cotto. All'interno è presente un piccolo altarino con quadri, privi di valore artistico.